# دوغلاس سيدينو
دوغلاس سيدينو (بالإسبانية: Douglas Cedeño)‏ هو لاعب كرة قدم فنزويلي في مركز الوسط، ولد في 11 فبراير 1960 في لا غوايرا في فنزويلا. لعب مع مينيروس دو غويانا.